# Quekettia vermeuleniana
Quekettia vermeuleniana là một loài thực vật có hoa trong họ Lan. Loài này được Determann miêu tả khoa học đầu tiên năm 1981.

## Hình ảnh

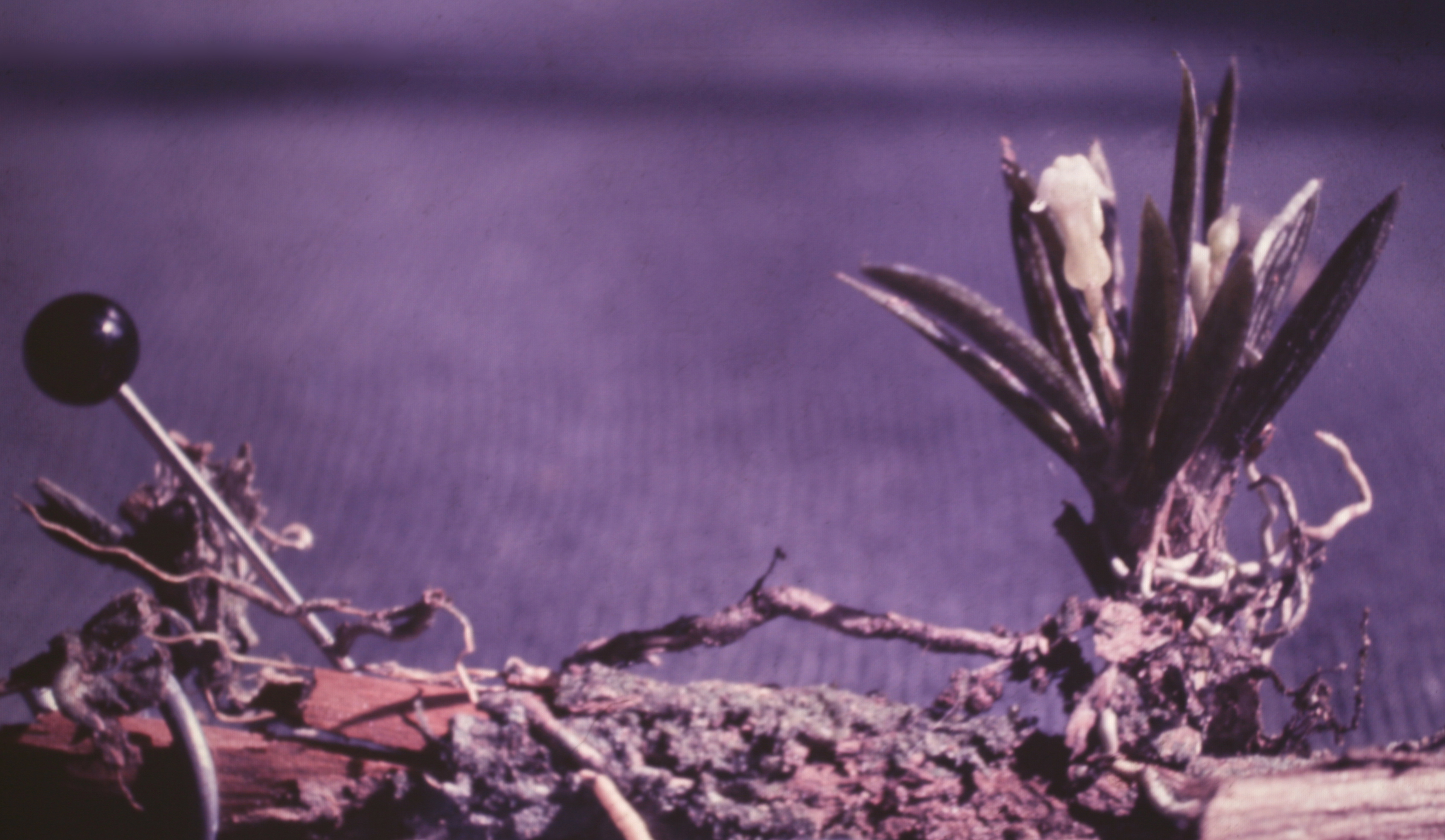
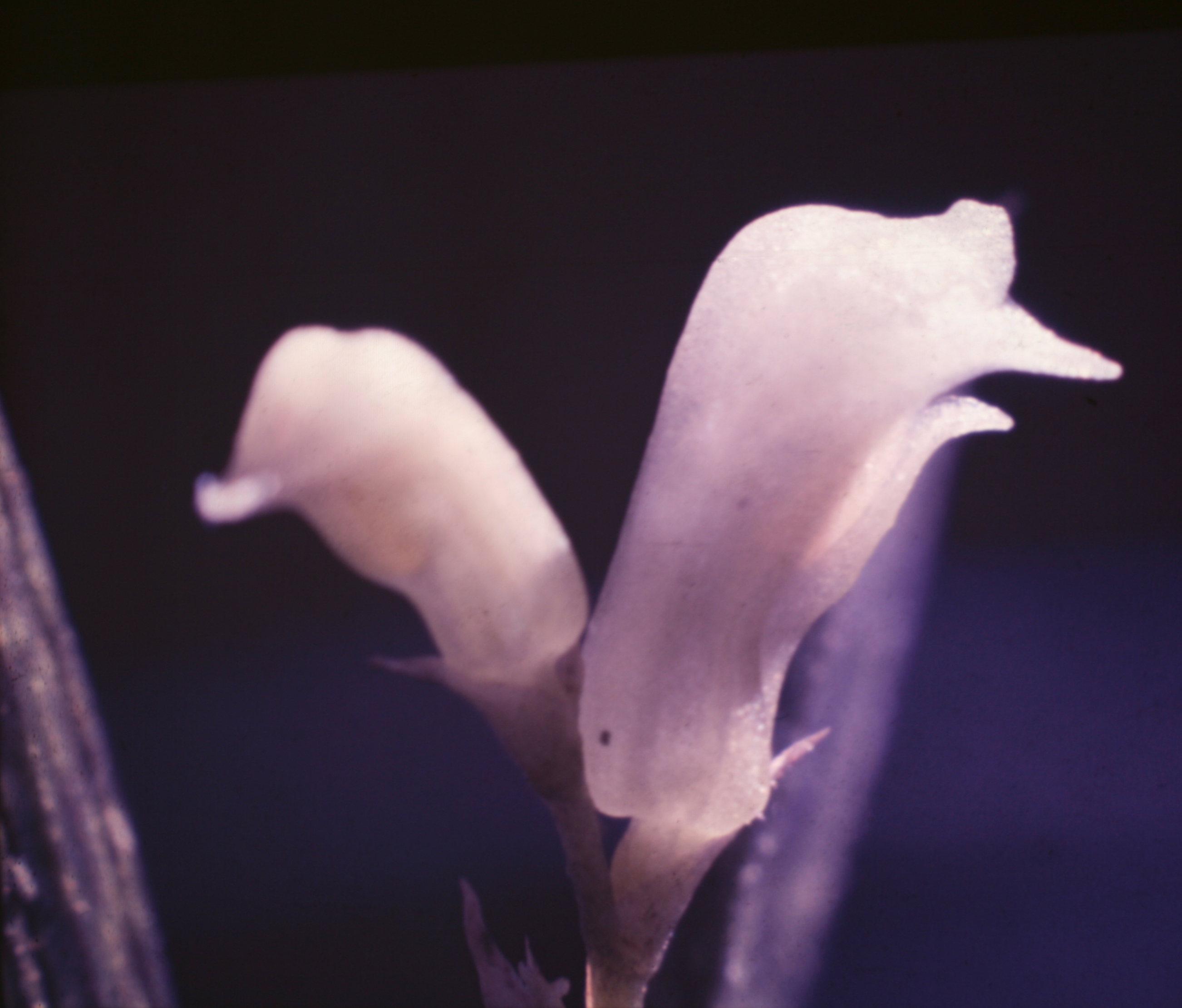